# British American Tobacco
British American Tobacco Plc (BAT) er verdens næststørste tobaksselskab (efter Philip Morris). Selskabet har sit hovedkontor i London, England og blev grundlagt i 1902.  Selskabet er noteret på London Stock Exchange og indgår i FTSE 100 Index. Selskabet er også optaget til notering på børserne i Johannesburg og Nairobi.

## British American Tobacco i Danmark
I 2008 indgik British American Tobacco en aftale med det daværende Skandinavisk Tobakskompagni om køb af selskabets cigaretproduktion, hvilket bl.a. indebar, at House of Prince med de danske cigaretmærker Prince, Kings og Cecil blev overtaget af British American Tobacco. 

## Mærker (i udvalg)
- Dunhill
- Kent
- Lucky Strike
- Pall Mall